# Marijina cerkev, Nürnberg
Marijina cerkev (nemško Frauenkirche) je cerkev v Nürnbergu v Nemčiji. Stoji na vzhodni strani glavnega trga. Je primer opečne gotske arhitekture, zgrajena je bila na pobudo svetorimskega cesarja Karla IV. med letoma 1352 in 1362. V cerkvi so številni kipi, nekateri močno obnovljeni. V njej hranijo tudi številne druge umetnine iz srednjega veka, med njimi tako imenovani Tucherjev oltar (okoli 1440, prvotno veliki oltar v avguštinski cerkvi svetega Vida) in dva spomenika, delo Adama Krafta (okoli 1498).

## Zgodovina
Cerkev je bila zgrajena ob velikem trgu, kjer je bila nekdaj judovska sinagoga, ki je bila uničena med pogromom Judov leta 1349 (razlog zanj je bilo splošno prepričanje, da so  bili Judje krivi za izbruh kuge). Arhitekt je bil domnevno Peter Parler, skoraj zagotovo pa nastaja v njegovem širšem krogu. Karel IV. je želel uporabiti Marijino cerkev za cesarske obrede - v ta namen so zgradili zunanjo emporo. Cerkev je razmeroma skromno okrašena, razen grbov Svetega rimskega cesarstva, sedmih volilnih knezov, mesta Nürnberg in mesta Rim, kjer so bili kronani cesarji Svetega rimskega cesarstva.
Venčeslav (Vaclav), sin Karla IV., je bil krščen v cerkvi leta 1361 in ob tej priložnosti so ljudem pokazali cesarske insignije, tudi cesarski relikviarij. Od začetka leta 1423 so bile cesarske insignije stalno v Nürnbergu in enkrat letno prikazane ljudem na posebni leseni ploščadi, zgrajeni za ta namen.

## Arhitektura
Marijina cerkev je dvoranska cerkev z dvema stranskima ladjama in emporo za cesarja. Cerkev ima devet obočnih pol s štirimi nosilci.
Cesarska empora ali empora svetega Mihaela se proti ladji odpira skozi arkade, oboki so napolnjeni s plavajočim krogovičjem, ki je sestavljeno iz treh rozet in podprto s segmentnim lokom. 
Narteks cerkve vsebuje krogovičje. Vse tri strani narteksa imajo portale, podboj in arhivolti so okrašeni s kipi. Zatrep fasade ima številne niše, kjer bi morale biti skulpture.

### Männleinlaufen
Ena izmed najopaznejših značilnosti cerkve je Männleinlaufen, mehanska ura, ki spominja na zlato bulo iz leta 1356. Ura je bila nameščena v cerkvi leta 1506. Svetorimski cesar je upodobljen v sedečem položaju, obdajajo pa ga volilni knezi.
Mehanizem ure je dejaven opoldne, ko zvonec pozvoni za začetek ceremonije, sledijo trobentači in bobnar. Potem je tu še procesija volilnih knezov okoli slike cesarja.

## Orgle
Prve orgle so bile v cerkvi postavljene leta 1442. Sedanje orgle so iz leta 1988, izdelek podjetja Klais Orgelbau Bonn, ki je ponovno uporabilo 20 piščali prejšnjega instrumenta.

## Sodobna zgodovina
V filmu Triumf volje (1935) avtorice Leni Riefenstahl, propagandnem filmu o nürnberškem mitingu leta 1934, zadnji prizor prikazuje vojaško parado skozi mesto Nürnberg z Adolfom Hitlerjem, ki ga pozdravljajo nacistične enote z Marijino cerkvijo v ozadju.
Od leta 1948 se balkon cerkve pod Männleinlaufnom uporablja za odprtje božičnega sejma.
Cerkev in sosednja župnija svete Elizabete sta skupaj znani kot Katoliško središče Nürnberga (Katholische Innenstadtkirche Nürnberg).

## Galerija
- Risba prikazuje notranjost cerkve leta 1696
- Nagovor ob odprtju božičnega sejma
- Zahodna fasada z glavnim trgom